# 喜多ふあり
喜多 ふあり（きた ふあり）は、日本の小説家。男性。大阪府阪南市出身。

## 経歴
大阪府立佐野高等学校、映画専門学校卒業。
2008年、「けちゃっぷ」で第45回文藝賞受賞。現在、東京都在住。

## 作品リスト

### 単行本
- 『けちゃっぷ』（2008年11月、河出書房新社、ISBN 9784309018850）
  - 『文藝』2008年冬号
- 『糞神』（2009年10月、河出書房新社、ISBN 9784309019420）
  - 『文藝』2009年秋号

### 単行本未収録作品
- プチ家出　『群像』（講談社）2010年4月号
- 望みの彼方　『群像』（講談社）2010年5月号
- 僕もあの娘とハイタッチがしたい　『新潮』(新潮社)2011年2月号
- この世のすべてに感謝して、美味しいごはんをいただきます　『すばる』（集英社）2013年7月号
- すもも太郎　『すばる』（集英社）2014年4月号
- 堀江に住むという男　『すばる』（集英社）2014年12月号
- うつぼ公園のムツゴロウ　『すばる』（集英社）2015年8月号
- リーダーの仕事　『すばる』（集英社）2016年12月号

### エッセイなど
- エセー Salyuに会いたい　『文學界』（文藝春秋）2009年7月号
- 転入届　『群像』（講談社）2010年2月号
- 「終わり、」と「終わり。」　『新潮』（新潮社）2010年5月号
- もう一つの戦い『すばる』（集英社）2010年8月号
- アウトサイド・レビュー  放送禁止　『文學界』（文藝春秋）2010年8月号
- なぜか、ふいに思い出してしまう人～職場編～　『群像』（講談社）2010年12月号